# Броњар
Броњар (фр. Brognard) насеље је и општина у источној Француској у региону Франш-Конте, у департману Ду која припада префектури Монбелијар.
По подацима из 2011. године у општини је живело 463 становника, а густина насељености је износила 159,66 становника/km². Општина се простире на површини од 2,9 km². Налази се на средњој надморској висини од 236 метара (максималној 383 m, а минималној 319 m).

## Демографија
| 1962. | 1968. | 1975. | 1982. | 1990. | 1999. | 2011. |
| ----- | ----- | ----- | ----- | ----- | ----- | ----- |
| 228   | 254   | 228   | 275   | 424   | 417   | 463   |

График промене броја становника у току последњих година